# 瓦尔德马·基科尔斯基
瓦尔德马·基科尔斯基（波蘭語：Waldemar Kikolski，1967年10月21日—2001年5月1日），波兰男子田径运动员。他曾代表波兰参加1992年、1996年和2000年夏季残疾人奥林匹克运动会田径比赛，获得三枚金牌、三枚银牌和一枚铜牌。